# اکواتوریال کنگو ایرلاینز
اکواتوریال کنگو ایرلاینز (به انگلیسی: Equatorial Congo Airlines) یک شرکت هواپیمایی با کد یاتا LC است که در تاریخ ۲۰۱۱ میلادی تأسیس شده است. دفتر مرکزی اکواتوریال کنگو ایرلاینز در برازاویل، جمهوری کنگو واقع شده‌است و به ۱۰ مقصد، پرواز مستقیم انجام می‌دهد.